# Malta Air

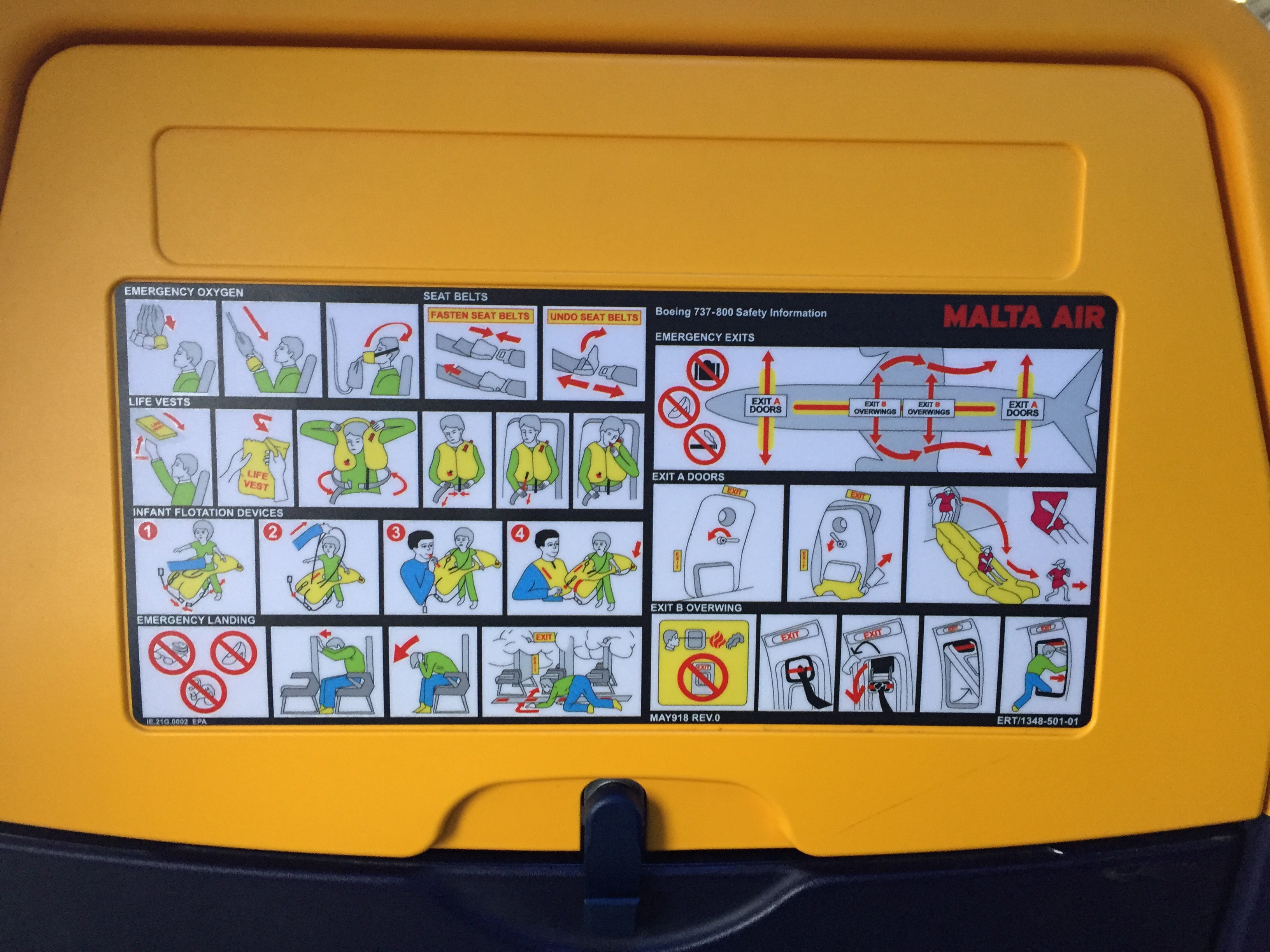
Veiligheidskaart van Malta Air

Malta Air is een Maltese lagekostenluchtvaartmaatschappij. De maatschappij werd opgericht als joint venture tussen Ryanair en de Maltese overheid. Malta Air heeft haar hub op de luchthaven van Malta en een basis op luchthaven Bergamo. Het is de grootste luchtvaartmaatschappij van Malta en voert vluchten uit binnen Europa.

## Geschiedenis
Op 9 juni 2019 kondigde Ryanair samen met de regering van Malta aan dat ze een dochteronderneming zouden oprichten die zou bestaan uit een vloot van 6 vliegtuigen. Het doel was dat de maatschappij alle 61 vluchten die Ryanair uitvoerde vanuit Malta zou overnemen. De vloot werd in Malta geregistreerd en er werd een nieuwe hangar gebouwd voor Malta Air.
Op 20 juni 2019 werd het eerste toestel voor Malta Air gezien op London Stansted Airport. Eind september 2019 werd de merknaam Malta Air ook op Ryanair-vluchten vermeldt, waaronder op de veiligheidskaarten en passagiersstoelen.

### COVID-19
In mei 2020 werd Malta Air hard geraakt door de coronacrisis en kondigde veel ontslagen aan voor zijn piloten en cabinepersoneel nadat het eerst een salarisverlaging van 10% had voorgesteld. Op 30 juni 2020 werden ongeveer 20 piloten en 40 cabinemedewerkers van de in totaal 179 piloten en cabinepersoneel ontslagen.

### Eerste Boeing 737 MAX 8-200
In juli 2021 ontving Malta Air zijn eerste Boeing 737 MAX 8-200, een variant voor extra passagiers. Het vliegtuig, geregistreerd als 9H-VUE, was het eerste toestel in het kleurenschema van Malta Air. Het was ook het eerste vliegtuig dat rechtstreeks door Boeing aan Malta Air werd geleverd. Eerdere toestellen werden aangenomen van Ryanair.

## Vloot

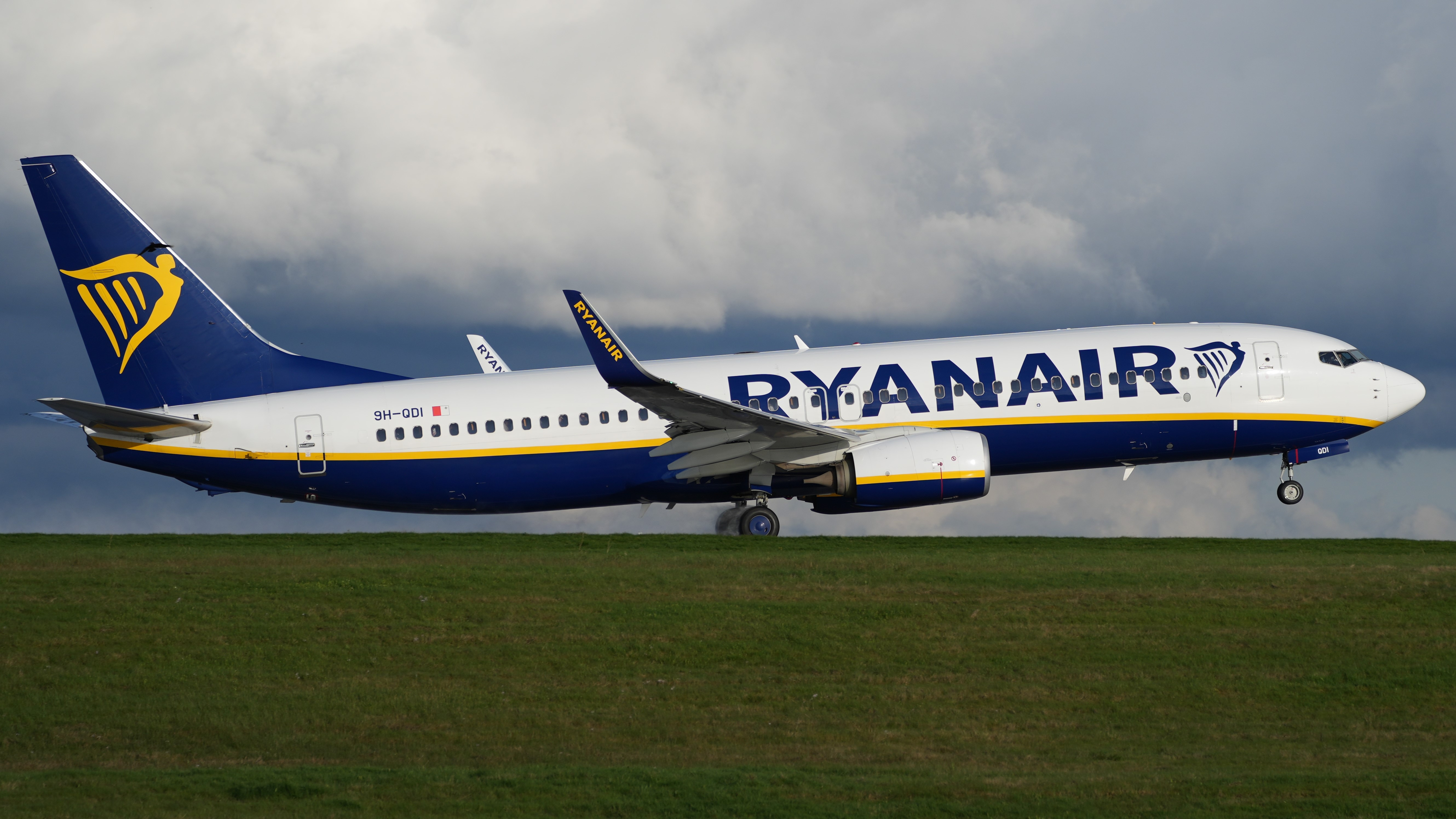
Een Boeing 737-800 van Malta Air

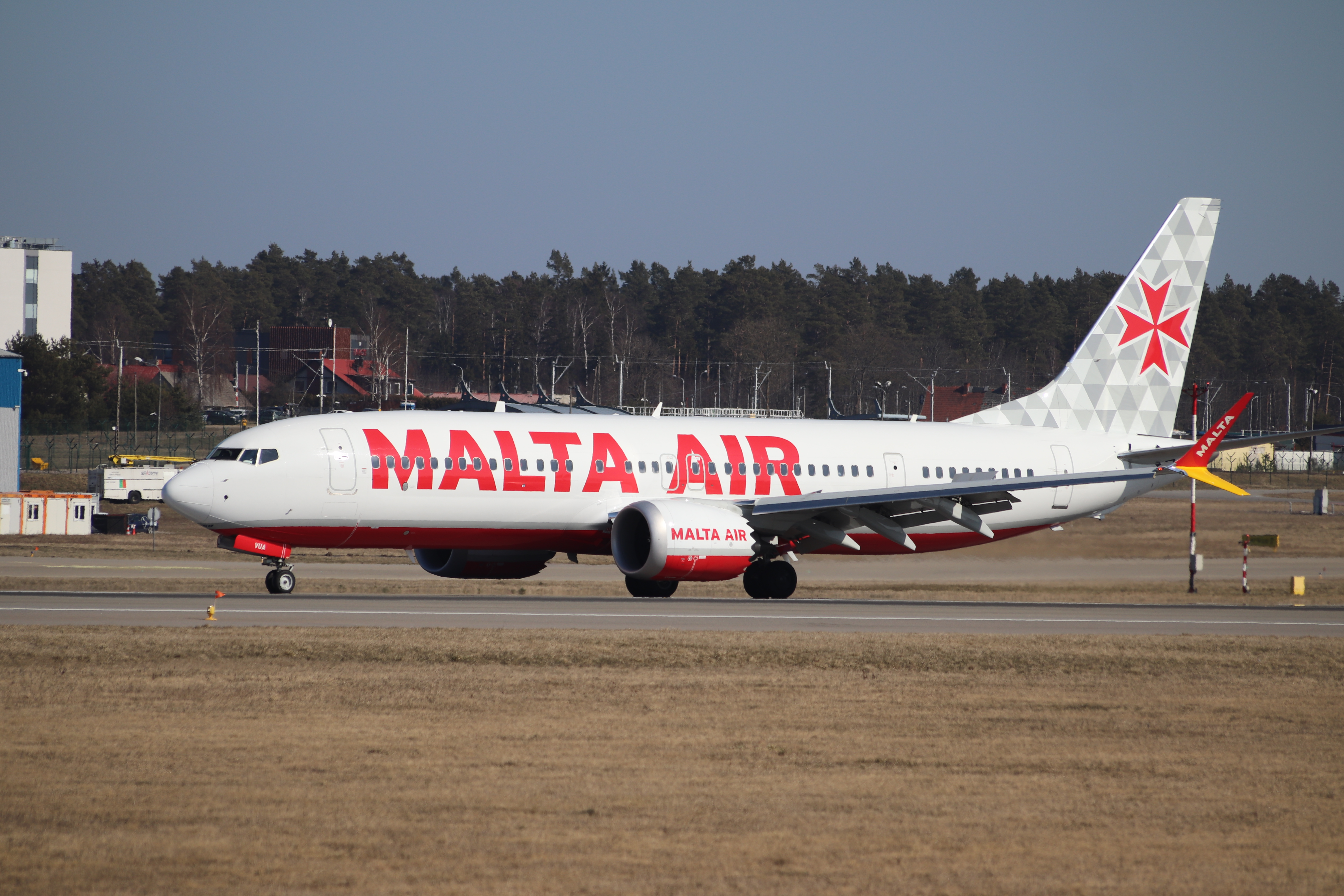
Een Boeing 737 MAX 8 van Malta Air

De vloot van Malta Air bestaat uit de volgende toestellen (juni 2024):
| Type                 | In dienst | Orders | Opmerkingen                   |
| -------------------- | --------- | ------ | ----------------------------- |
| Boeing 737-800       | 131       | —      | Aangenomen van Ryanair        |
| Boeing 737 MAX 8-200 | 43        | —      | 6 toestellen in eigen kleuren |
| Totaal               | 174       | —      |                               |

## Bestemmingen
Malta Air voert vluchten uit naar ongeveer 70 bestemmingen in Europa, waaronder naar Charleroi en Eindhoven.

## Ongevallen en incidenten
- Op 19 april 2022 kreeg een Boeing 737-800 met registratie 9H-QEL problemen met het neuswiel, het toestel kwam stil te staan op de landingsbaan van Flughafen Berlin Brandenburg. Het toestel stond anderhalf uur op de baan en werd daarna gerepareerd. De volgende dag keerde het terug in dienst.[15]